# Cantù
Cantù je město v Itálii s přibližně 40 tisíci obyvateli. Nachází se v Lombardii 12 km jižně od města Como. Patří k historickému regionu Brianza a v místním dialektu se nazývá Cantuu.
Název města je odvozen od původních obyvatel z kmene Canturigi. K Římské republice je připojil konzul Marcus Claudius Marcellus. Ve středověku bylo Cantù součástí Lombardské ligy, pak je ovládli Sforzové. V městské části Galliano se nachází bazilika svatého Vincence s baptisteriem, založená v roce 1007. Městské divadlo Teatro San Teodoro bylo otevřeno v roce 1921. Centrum města se rozkládá okolo Garibaldiho náměstí, dominují mu hrad Castello di Pietrasanta a proboštský kostel svatého Pavla s vysokou zvonicí. 
Cantù je tradičním střediskem nábytkářského průmyslu a roku 1882 zde byla zřízena umělecká škola. Ve městě se nachází muzeum nábytkářství. Proslulá je také místní krajka Pizzo di Cantù.
Ve městě sídlí basketbalový klub Pallacanestro Cantù, který je dvojnásobným vítězem Euroligy. Cantù bylo etapovým městem závodu Giro d'Italia v letech 2002, 2003 a 2007.
Narodil se zde kardinál Giovanni Saldarini.